# 시베리아 횡단 철도
시베리아 횡단 철도(러시아어: Транссибирская магистраль 트란시비르스카야 마기스트랄[*])는 유럽 과  러시아 극동과 아시아 동해안을  연결하는 러시아의 주요 철도 노선이다. 총 연장은 9,288km로 세계에서 가장 긴 철도이다. 시베리아 횡단 철도는 서쪽의 모스크바 야로슬랍스키역에서 시작되어 북한 원산역까지 이어져 있다.
러시아 제국 시절 알렉산드르 3세와 니콜라이 2세가 임명한 정부 관료들이 1891년부터 1916년까지 철도 건설을 감독했다. 완공되기 이전부터 많은 여행가들이 시베리아 횡단 철도를 타고 그 경험을 기록으로 남겼다. 2021년 기준으로, 러시아 정부는 노선을 연장할 계획을 가지고 있으며, 중화인민공화국, 몽골, 북한, 대한민국 등 러시아의 이웃 국가들과의 연결선도 계획 중에 있다. 러시아 사할린섬과 일본의 홋카이도를 다리로 연결하여 일본 도쿄까지 연결망을 확장하려는 계획 및 제안이 여러 차례 있기도 했다.

## 노선

시베리아 횡단 철도와 그 연결망을 나타낸 지도. 시베리아 횡단 철도 (적색); 1930년대 이후 지선이 된 노선 (청색); 바이칼-아무르 철도 (녹색); 아무르-야쿠츠크 철도 (황색); 동청 철도 (자주색); 아바칸-타이셰트 철도 (검은색)

시베리아 횡단 철도의 모스크바-블라디보스토크 간의 선로 길이는 9,289km로, 약 8개 시간대에 걸쳐 있다. 모스크바-블라디보스토크 간 여객 철도는 시베리아 횡단 철도 노선 구간 대부분을 지나는 모스크바-평양 노선 10,267 km, 키이우-블라디보스토크 노선 11,085km의 뒤를 이어 세계에서 세번째로 긴 여객 철도 노선이다.

### 시베리아 횡단 철도
시베리아 횡단 철도 중 002M호 모스크바-블라디보스토크 노선의 운행 일정에서 여행 시간과 거리를 참고했다.
| 위치                     | 거리                 | 여행 시간       | 시간대               | 주석                                                                       |
| ------------------------ | -------------------- | --------------- | -------------------- | -------------------------------------------------------------------------- |
| 모스크바, 야로슬랍스키역 | 0 km (0 mi)          |                 | 모스크바 시간대 (MT) |                                                                            |
| 블라디미르               | 210 km (130 mi)      |                 | MT                   |                                                                            |
| 니즈니노브고로드         | 461 km (286 mi)      | 6시간           | MT                   | 볼가강 인근                                                                |
| 키로프                   | 917 km (570 mi)      | 13시간          | MT                   | 비야트카강                                                                 |
| 페름                     | 1,397 km (868 mi)    | 20시간          | MT+2                 | 카마강                                                                     |
| 예카테린부르크           | 1,816 km (1,128 mi)  | 1일 2시간       | MT+2                 | 옛 소련식 지명인 스비르드로프스크(Свердло́вск)로 시간표에 나와 있기도 하다. |
| 튜멘                     | 2,104 km (1,307 mi)  |                 | MT+2                 |                                                                            |
| 옴스크                   | 2,676 km (1,663 mi)  | 1일 14시간      | MT+3                 | 이르티시강 인근                                                            |
| 노보시비르스크           | 3,303 km (2,052 mi)  | 1일 22시간      | MT+4                 | 투르케스탄-시베리아 철도 분기                                              |
| 크라스노야르스크         | 4,065 km (2,526 mi)  | 2일 11시간      | MT+4                 | 예니세이강 인근                                                            |
| 타이셰트                 | 4,483 km (2,786 mi)  |                 | MT+5                 | 바이칼-아무르 철도 분기                                                    |
| 이르쿠츠크               | 5,153 km (3,202 mi)  | 3일 4시간       | MT+5                 | 바이칼호 남쪽 부근                                                         |
| 울란우데                 | 5,609 km (3,485 mi)  | 3일 12시간      | MT+5                 | 바이칼호 동쪽 호반                                                         |
| 몽골 종단 철도 분기      | 5,622 km (3,493 mi)  |                 |                      |                                                                            |
| 치타                     | 6,166 km (3,831 mi)  | 3일 22시간      | MT+6                 |                                                                            |
| 만주행 철도 분기점       | 6,274 km (3,898 mi)  |                 | MT+6                 |                                                                            |
| 비로비잔                 | 8,312 km (5,165 mi)  | 5일 13시간      | MT+7                 |                                                                            |
| 하바롭스크               | 8,493 km (5,277 mi)  | 5일 15시간      | MT+7                 | 아무르강 인근                                                              |
| 우수리스크               | 9,147 km (5,684 mi)  |                 | MT+7                 | 만주행 철도 및 북한행 지선 분기                                            |
| 블라디보스토크           | 9,289 km (5,772 mi)  | 6일 4시간       | MT+7                 | 태평양 부근                                                                |
| 우수리스크발 북한행 철도 |                      |                 |                      |                                                                            |
| 프리모르스카야 역        | 9,257 km (5,752 mi)  | 6일 14시간      | MT+7                 |                                                                            |
| 하산                     | 9,407 km (5,845 mi)  | 6일 19시간      | MT+7                 | 북한과의 국경                                                              |
| 두만강                   | 9,412 km (5,848 mi)  | 7 days 10 hours | MT+6                 | 북한 측 국경                                                               |
| 평양                     | 10,267 km (6,380 mi) | 9일 2시간       | MT+6                 |                                                                            |

#### 주요 지선
- 블라디보스토크로 가는 열차 중 989/990호는 카잔스키역에서 출발한다. 이 열차의 경우 코브로프와 니즈니노브고로드를 거쳐 키로프로 연결된다.
- 1930년대까지는 모스크바에서 출발해 툴라[10]나 랴잔[11]으로 간 뒤 사마라와 첼랴빈스크를 거쳐 옴스크로 이동했다. 1930년 이후 해당 노선은 지선으로 격하되었지만, 이 노선은 2023년 기준으로 지금도 운행 중이다.
- 옴스크와 바르나울을 이어주는 옴스크-바르나울 철도[12]를 탄 뒤 아바칸까지 간 다음 아바칸-타이셰트 철도를 타고 타이셰트에서 시베리아 횡단 철도 본선으로 다시 합류할 수도 있다.

### 만주행 철도
20호 모스크바-베이징 열차가 사용하는 만주 횡단선은 시베리아 횡단 철도 중 모스크바-치타 간의 노선을 공유하다가 아래의 노선을 따라 중국으로 간다.
| 위치            | 거리 (모스크바로부터) | 여행 시간 | 시간대 | 주석                              |
| --------------- | --------------------- | --------- | ------ | --------------------------------- |
| 차르카야 분기점 | 6,274 km              |           | MT+6   |                                   |
| 자바이칼스크    | 6,626 km              |           | MT+6   |                                   |
| 만저우리        | 6,638 km              |           | UTC+8  | 중화인민공화국-러시아 간 국경도시 |
| 하얼빈          | 7,573 km              |           | UTC+8  |                                   |
| 창춘            | 7,820 km              |           | UTC+8  |                                   |
| 베이징          | 8,961 km              |           | UTC+8  | 중화인민공화국 수도               |

하얼빈에서 러시아와의 국경도시인 쑤이펀허를 잇는 빈쑤이 철로의 경우, 그 노선은 아래와 같다.
| 위치           | 거리 (모스크바로부터) | 여행 시간 | 시간대 | 주석                              |
| -------------- | --------------------- | --------- | ------ | --------------------------------- |
| 하얼빈         | 7,573 km              |           | UTC+8  |                                   |
| 무단장         | 7,928km               |           | UTC+8  |                                   |
| 쑤이펀허       | 8,121km               |           | UTC+8  | 중화인민공화국-러시아 간 국경도시 |
| 포그라니치니   | 8,147km               |           | VLAT   |                                   |
| 우수리스크     | 8,244km               |           | VLAT   |                                   |
| 블라디보스토크 | 8,356km               |           | VLAT   |                                   |

### 몽골 종단 철도

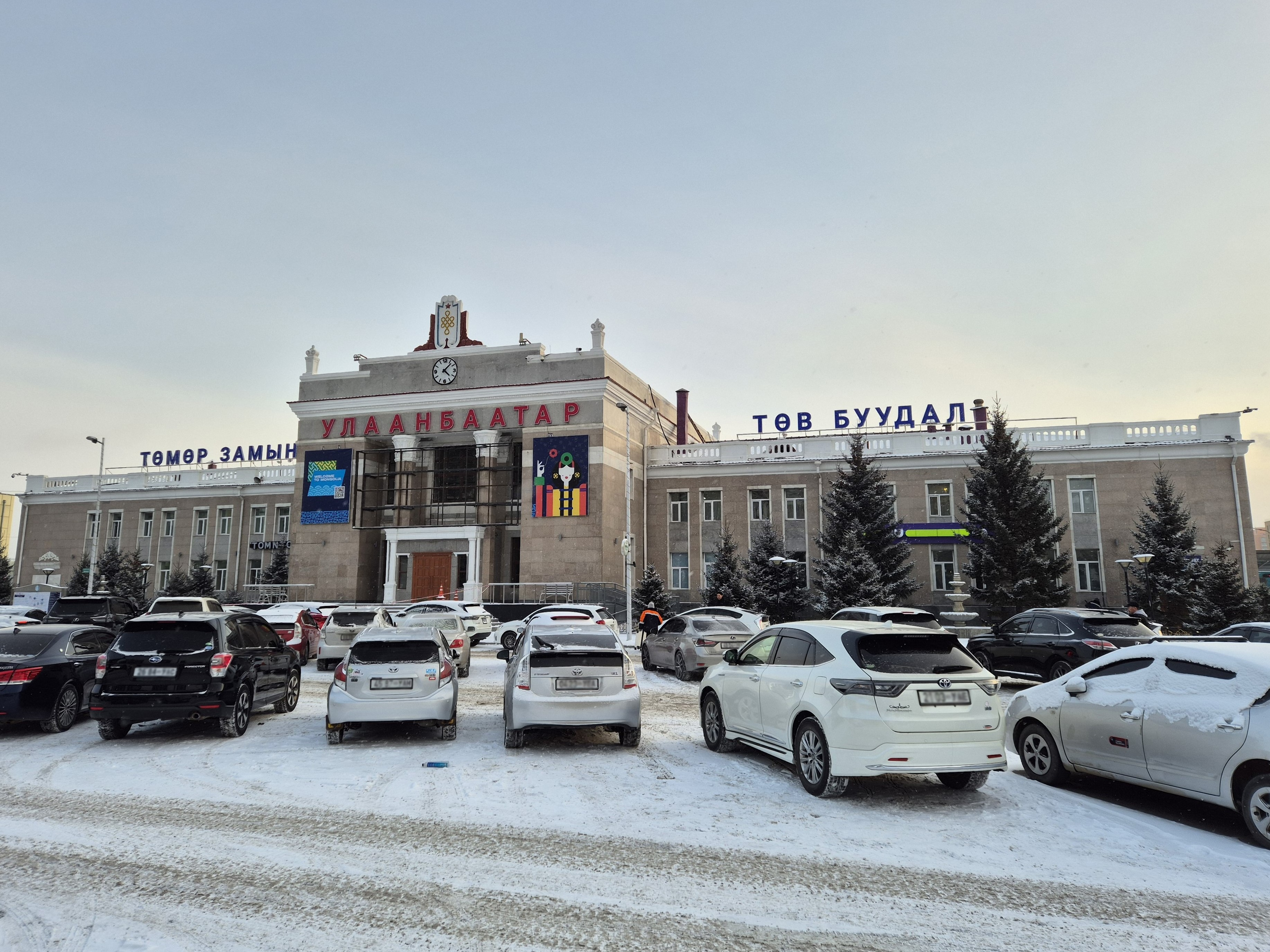
울란바토르 철도역

몽골 종단 철도는 모스크바에서 울란우데까지 시베리아 횡단 철도와 노선을 공유하다가 아래의 노선을 경유하여 몽골과 중화인민공화국으로 간다.
| 위치             | 거리 (모스크바로부터) | 여행 시간 | 시간대 | 주석                       |  |
| ---------------- | --------------------- | --------- | ------ | -------------------------- |  |
| 분기점           | 5,655 km              |           | UTC+8  |                            |  |
| 나쉬키           | 5,895 km              |           | UTC+8  |                            |  |
| 러시아-몽골 국경 | 5,900 km              |           | UTC+8  |                            |  |
| 수흐바타르       | 5,921 km              |           | UTC+8  | 몽골-러시아 국경도시       |  |
| 울란바토르       | 6,304 km              |           | UTC+8  | 몽골의 수도                |  |
| 자민우드         | 7,013 km              |           | UTC+8  | 몽골 측 국경도시           |  |
| 얼롄하오터       |                       |           | UTC+8  | 중화인민공화국 측 국경도시 |  |
| 다퉁             |                       |           | UTC+8  | 산서성                     |  |
| 베이징           |                       |           | UTC+8  | 중화인민공화국 수도        |  |

## 역사

### 요구 및 구상
19세기 후반, 시베리아의 개발은 그 지역 내의 열악한 교통 연결로 인해 방해를 받았다. 시베리아 루트를 제외하고는 바퀴가 달린 교통에 적합한 좋은 도로가 드물었다. 1년 중 약 5개월 동안, 강은 주요 교통 수단이었다. 동절기의 반 년 동안은 화물과 승객들은 말이 끄는 썰매를 타고 겨울 도로를 통해 이동했는데, 많은 겨울 도로들은 얼음으로 뒤덮인 강이었다.
증기선은 1863년 예니세이 호에서, 그리고 1870년대에 레나 호와 아무르 호에서 운항하기 시작했다. 서부 시베리아에서는 기본적으로 토지가 평탄하여 적어도 거대한 오브-이르티시-토볼-쿨림 강 체계를 통해 증기선이 상당히 잘 이용되었지만, 동부 시베리아의 거대한 강인 예니세이강, 앙가라강 상류, 레나강은 대부분 남북으로 항해할 수밖에 없었다. 옵-예니세이 운하를 건설함으로써 상황을 부분적으로 개선하려는 시도는 특별히 성공적이지 못했고, 이에 따라 철도가 시베리아 지역의 유일한 교통 개선책으로 대두되었다.
1851년 상트페테르부르크-모스크바 철도가 완공된 후 시베리아에서 첫 철도 프로젝트를 시작했다. 첫 번째 프로젝트 중 하나는 미국의 기업가 페리 콜린스가 제안하고 교통부 장관 콘스탄틴 포지예트가 모스크바와 아무르강, 그리고 결과적으로 태평양을 연결하는 관점에서 지원한 이르쿠츠크-치타 프로젝트였다. 시베리아의 총독 니콜라이 무라비요프아무르스키는 러시아의 지금의 극동 식민지화를 앞당기기를 열망했지만, 식민지 개척자들이 중국과 한국으로부터 곡물과 다른 식량을 수입해야 하는 한 그의 계획은 실현 불가능했다.

1890년대~1945년도 까지 러시아 와 북한 접경노선부터 부산항까지 노선을 연장하고 사용해 왔었다.
(모스크바~부산) 1890년대 ~1945년도
(모스크바~강원)1890년대~
현재 시베리아 횡단 철도 한반도 구간은 1945년 이후 중단된 상태이고 북쪽 지역만 모스크바까지 현재 사용하고 있는 것으로 파악된다.
대한제국(1890년도~1910년도) 고종시절 일본의 집권을 막기위해 3명을 네덜란드 헤이그에 특사자격으로 보낸적이 있는데 그 때 이용한 이동수단이 시베리아 횡단 철도였다.
(모스크바까지 운행했던 시베리아 횡단 철도 이용한 뒤 유럽에서 모스크바까지 연결했던 철도로 환승했을 가능성이 높다.)

한반도에 거주하시던 많은 조선분들이 당시에 유럽을 가기 위해 이 철도를 이용했다고 한다.
시베리아 횡단 철도의 노선 계획은 크게 7가지로 나뉘었다.

## 같이 보기
- 아시아 횡단 철도(TAR)
- 몽골 종단 철도(TMR)
- 동청철도(CER)
- 바이칼-아무르 철도
- 바라놉스키-하산 선
- 만주횡단철도